# Dommartin-lès-Remiremont
Dommartin-lès-Remiremont – miejscowość i gmina we Francji, w regionie Grand Est, w departamencie Wogezy.
Według danych na rok 1990 gminę zamieszkiwały 1763 osoby, a gęstość zaludnienia wynosiła 84 osób/km² (wśród 2335 gmin Lotaryngii Dommartin-lès-Remiremont plasuje się na 239. miejscu pod względem liczby ludności, natomiast pod względem powierzchni na miejscu 156.).